# Patera (planetología)

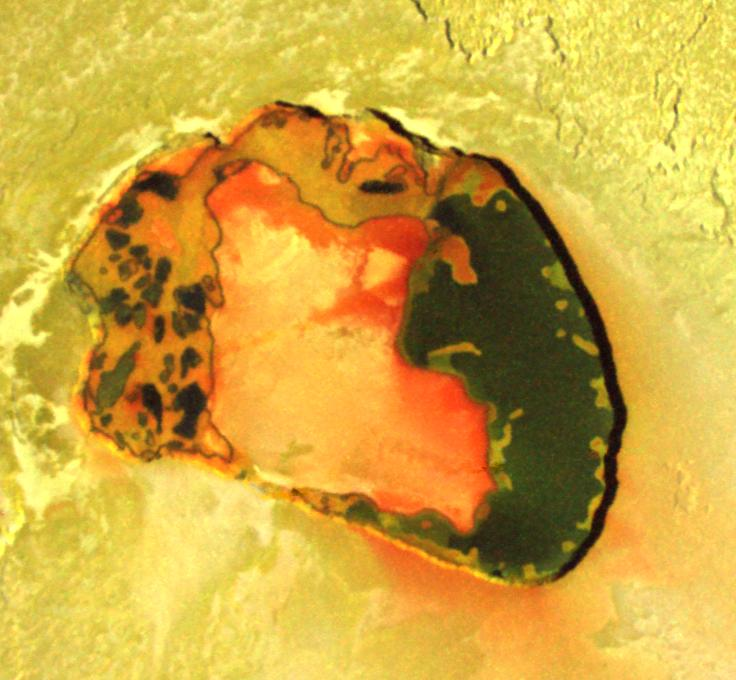
El cráter Tupan Patera en Ío

Patera es el nombre que identifica a un tipo de formación volcánica extraterrestre presente en ciertos cuerpos del sistema solar y principalmente —aunque no exclusivamente— en el satélite de Júpiter Ío. Según Davies, la Unión Astronómica Internacional (UAI) lo define como «un cráter irregular con forma de platillo de postre» aunque a fecha de agosto de 2016 esta se refiere al mismo como «cráter irregular o un cráter complejo de bordes redondeados».
Ío cuenta con más de 400 pateras, constituyendo estas las formaciones volcánicas más comunes del satélite que, además, desde el punto de vista geomorfológico, son únicas de Ío. Estas parecen ser calderas caracterizadas por el hecho de que su fondo es plano. Mencionada la excepcionalidad de las pateras de Ío, no conviene perder de vista que Marte también cuenta con accidentes morfológicos que han sido identificados como pateras y reciben dicho nombre.